# 清水町 (静岡県)

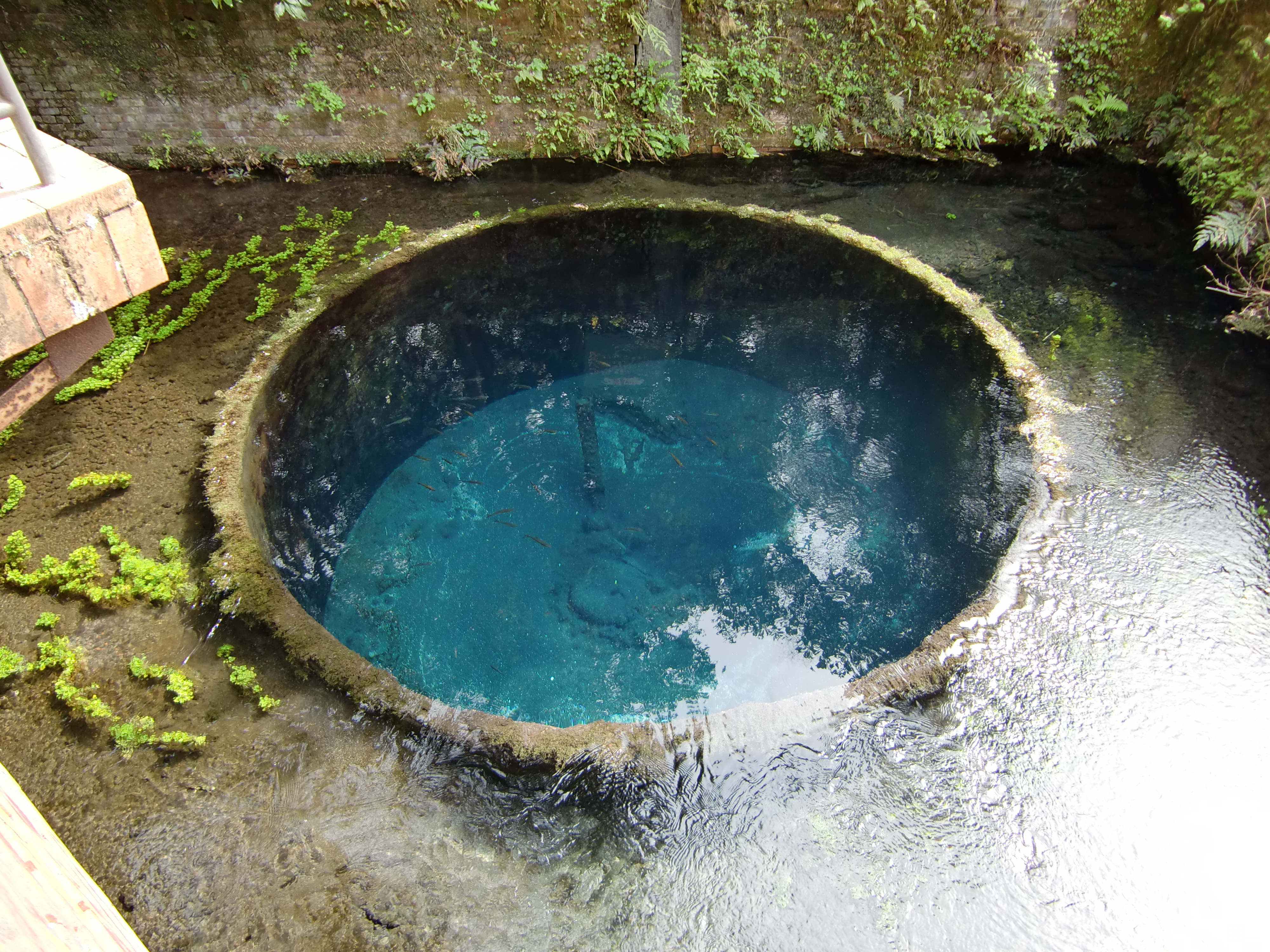
柿田川公園の第二展望台から見られるわき間

清水町（しみずちょう）は、静岡県東部にある町。駿東郡に属する。

## 地理
伊豆半島の付け根に位置する温暖な地域である。町の中心地域を柿田川が北から南に流れ、町内で町を南東から西に横断する狩野川に合流する。急峻な山々（主に静浦山地：沼津アルプスとも）に抱かれた平野部によって成り立っており、平野部には田畑が広がり稲作が盛んである。山々では林業も行われている。
国道1号（沼津バイパス-三島バイパスの接続点）が町北部を東西に横断しており、このため沿線地域は商業活動が盛ん。西に沼津市、東に三島市があり、これら人口密集地への交通の便が良いこともあってベッドタウンとして機能し、農業地帯でもある町の南部に至るまで宅地開発され、多くの住宅街を擁している。
町役場は柿田川に近い狩野川北側に位置しており、その南東には沼津卸商社センター（通称「沼津卸団地」）が広がり、静岡県東部の物流を担っている。

### 平野
- 田方平野

### 山地
主な山
- 静浦山地（沼津アルプス）
- 徳倉山
- 横山

#### 河川
主な川
- 狩野川
- 柿田川
- 境川

#### 湖沼
主な池
- 丸池

### 地区
- 新宿（しんしゅく） - 旧新宿村
- 伏見（ふしみ） - 旧伏見村
- 八幡（やはた） - 旧八幡村
- 玉川（たまがわ） - 旧玉川村
- 久米田（くまいでん） - 旧久米田村
- 堂庭（どうにわ） - 旧堂庭村
- 柿田（かきだ） - 旧柿田村
- 長沢（ながさわ） - 旧長沢村
- 戸田（とだ） - 旧戸田村
- 卸団地（おろしだんち） - 沼津卸商社センター（食遊市場）
- 湯川（ゆかわ） - 旧湯川村
- 畑中（はたけなか） - 旧畑中村
- 的場（まとば） - 旧的場村
- 徳倉（とくら） - 旧徳倉村
  - 中徳倉（なかとくら）

### 人口
年々人口が増加していたが、国勢調査では、平成22年（2010年）をピークに減少をし始めている。
| |                                        |  |
| 清水町と全国の年齢別人口分布（2005年） | 清水町の年齢・男女別人口分布（2005年） |  |
| ■紫色 ― 清水町 ■緑色 ― 日本全国 | ■青色 ― 男性 ■赤色 ― 女性              |  |
| 清水町（に相当する地域）の人口の推移 \| 1970年（昭和45年） \| 21,036人 \| \| \| 1975年（昭和50年） \| 25,693人 \| \| \| 1980年（昭和55年） \| 26,408人 \| \| \| 1985年（昭和60年） \| 26,803人 \| \| \| 1990年（平成2年） \| 27,755人 \| \| \| 1995年（平成7年） \| 29,518人 \| \| \| 2000年（平成12年） \| 30,870人 \| \| \| 2005年（平成17年） \| 31,961人 \| \| \| 2010年（平成22年） \| 32,302人 \| \| \| 2015年（平成27年） \| 32,118人 \| \| \| 2020年（令和2年） \| 31,710人 \| \| |                                        |  |
| 総務省統計局 国勢調査より |                                        |  |
| 1970年（昭和45年） | 21,036人                               |  |
| 1975年（昭和50年） | 25,693人                               |  |
| 1980年（昭和55年） | 26,408人                               |  |
| 1985年（昭和60年） | 26,803人                               |  |
| 1990年（平成2年） | 27,755人                               |  |
| 1995年（平成7年） | 29,518人                               |  |
| 2000年（平成12年） | 30,870人                               |  |
| 2005年（平成17年） | 31,961人                               |  |
| 2010年（平成22年） | 32,302人                               |  |
| 2015年（平成27年） | 32,118人                               |  |
| 2020年（令和2年） | 31,710人                               |  |

### 隣接している自治体
静岡県
- 沼津市
- 三島市
- 駿東郡長泉町

## 歴史
沼津市や三島市のベッドタウンとして、1960年代以降に急速に発展した。

### 沿革
- 1889年（明治22年）4月1日 - 町村制施行により、伏見村外11ヶ村（伏見・玉川・長沢・柿田・八幡・新宿・湯川・的場・久米田・畑中・戸田・堂庭）と徳倉村（上香貫村外6ヶ村所属）が合併して、駿東郡清水村が成立。
- 1963年（昭和38年）
  - 2月5日 - 沼津-三島間路面電車廃止。
  - 11月3日 - 町制施行、駿東郡清水町となる（町長・高田次郎、人口1万2379人）。
- 1965年（昭和40年）10月 - 国勢調査、人口1万4324人、3208世帯。町章決定。
- 1966年（昭和41年）7月 - 沼津市が合併の申し入れ。
- 1967年（昭和42年）2月 - 町合併諮問委員会、沼津市との合併見送りを表明。
- 1968年（昭和43年）12月 - 柿田川工業用水送水開始。
- 1970年（昭和45年）2月 - 町の人口が2万人を突破。
- 1973年（昭和48年）11月 - 町制10周年記念式典、町の花「キク」、町の木「シイ」制定。
- 1978年（昭和53年）
  - 10月 - 全国清水町交歓会（北海道、福井、和歌山、静岡）。
  - 11月 - 町制15周年記念式典、町民憲章および「清水町歌」を制定。
- 1979年（昭和54年）10月 - 全国4つの清水町が姉妹縁組締結。
- 1980年（昭和55年）6月 - 町姉妹友好協会発足。
- 1983年（昭和58年）
  - 1月 - 柿田川が「21世紀に残したい日本の自然100選」に選定。
  - 11月 - 町制20周年記念式典。
- 1985年（昭和60年）
  - 7月 - 柿田川湧水群が「名水100選」（環境庁）に選定。
  - 10月 - 国勢調査、人口2万6803人、8259世帯。
- 1986年（昭和61年）4月 - 柿田川湧水太鼓保存会設立。柿田川公園開園。
- 1988年（昭和63年）
  - 3月 - 柿田川みどりのトラスト委員会発足。
  - 6月 - 柿田川湧水保全の会発足。
- 1989年（平成元年）
  - 7月 - 柿田川が「ふるさといきものの里」（環境庁自然保護局）に選定。
  - 10月 - 町制25周年記念式典、全国清水町姉妹縁組締結10周年記念式典。
- 1990年（平成2年）10月 - 国勢調査、人口2万7755人、9002世帯。
- 1993年（平成5年）11月 - 町制30周年記念式典。

## 政治

### 行政

#### 町長
現町長
- 関義弘（2019年（平成31年）4月25日 - 、2期目）

歴代町長

## 施設

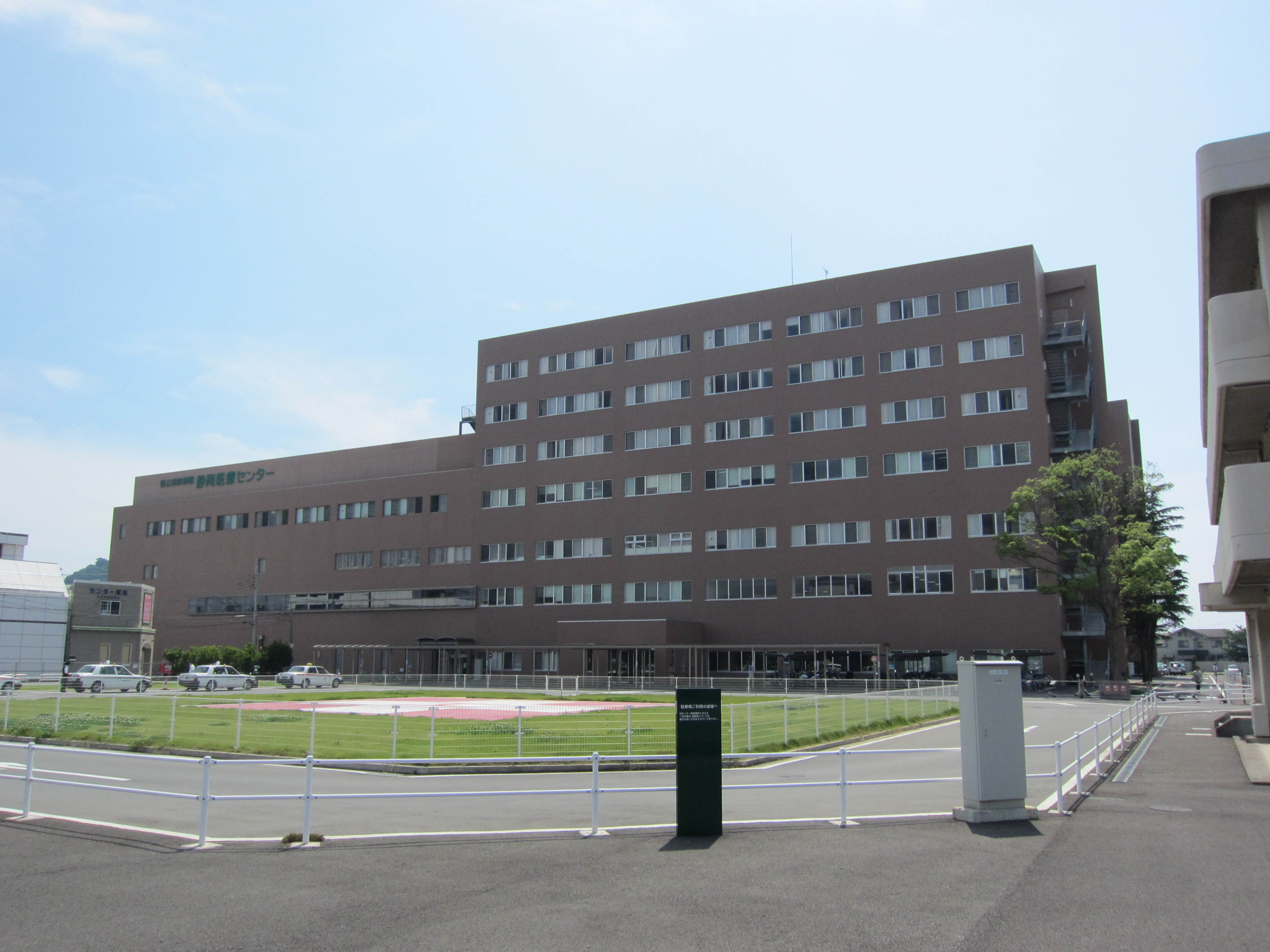
国立病院機構静岡医療センター

### 消防
本部
- 駿東伊豆消防本部

消防署
- 清水町消防署（駿東郡清水町堂庭212-1）

### 医療
主な病院
- 独立行政法人国立病院機構静岡医療センター - 旧 国立東静病院

## 対外関係

### 姉妹都市･提携都市

#### 海外
姉妹都市
- 苗栗市（中華民国 台湾省苗栗県）
- スコーミッシュ（カナダ ブリティッシュコロンビア州）

#### 国内
かつて全国4つの清水町（北海道・静岡県・和歌山県・福井県）と姉妹締結を結んでいた。しかし和歌山・福井両町が近隣自治体と合併したことに伴い、2005年12月に自然解消となった。

## 経済
工業と農業が盛んである。また主要幹線道路へのアクセスの便が良いことから、運輸会社の営業所が多い。町内を走る国道1号沿い（特に柿田川周辺）には、レストランやショッピングセンターがあり、多くの人々で賑わう。

### 第一次産業
特産品
- 大湧水 - 清水町で作っている古代米である緑米を使用した日本酒。

### 第二次産業
柿田川の水を元に譲したお酒、清酒と焼酎がある。

### 第三次産業
主な商業施設
- サントムーン柿田川
- 食遊市場（沼津卸商社センター）

### 町内に本社･拠点を置く企業
- 近物レックス 本社
- 東海輸送 本社

## 教育

### 専門学校
- 独立行政法人国立病院機構静岡医療センター附属静岡看護学校
- 静岡県立看護専門学校（旧校名：静岡県立東部看護専門学校）

### 高等学校
県立
- 静岡県立沼津商業高等学校

### 中学校
町立
- 清水町立清水中学校
- 清水町立南中学校

### 小学校
町立
- 清水町立清水小学校
- 清水町立南小学校
- 清水町立西小学校

## 交通
- 国道1号が東西に横切り、交通の通過点として、若しくは中継地域として栄えている。

### 鉄道
東海旅客鉄道（JR東海）東海道本線が北部をわずかにかすめるのみで、町内に駅はない。三島駅や沼津駅が近く、利用しやすい。

### バス
路線バス
- 東海バス
- 伊豆箱根バス
- 清水町内循環バス（運行委託先：東海バス）
- 長泉町コミュニティバス南北線（運行委託先：伊豆箱根バス、東海バス）

### 道路
国道
- 国道1号

県道
- 静岡県道144号下土狩徳倉沼津港線
- 静岡県道145号沼津三島線
- 静岡県道380号富士清水線

## 観光

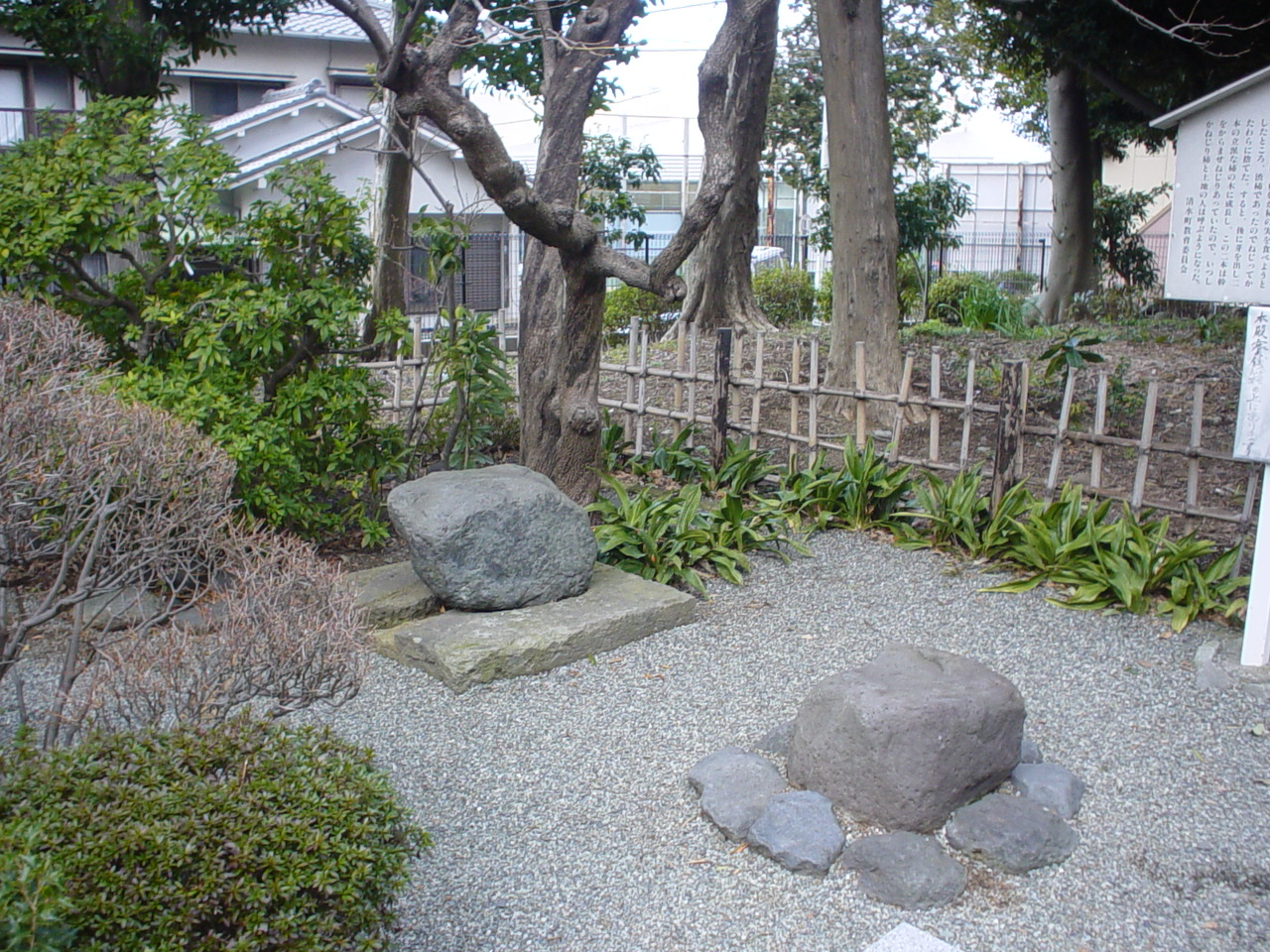
黄瀬川八幡神社にある対面石

### 名所･旧跡
主な城郭
- 戸倉城 (伊豆国)：本城山公園

主な神社
- 対面石八幡神社 (黄瀬川八幡神社)（源義経と源頼朝が対面した場所）

主な史跡
- 泉の館（旧高野邸、蔵造りギャラリーなど）

### 観光スポット
- 杉山バラ園
- 柿田川（湧水群）
- 千貫樋

### 商業施設
- サントムーン柿田川
- 食遊市場（沼津卸商社センター）

## 出身・関連著名人
- 石川雄洋 - 元・プロ野球選手、元・アメリカンフットボール選手
- 岩崎亜久竜 - プロゴルファー
- 遠藤健慎 - 俳優
- 坂本健 - 元・バスケットボール選手
- 佐々木邦 - 作家
- 佐藤悠基 - マラソンランナー
- 神保悟志 - 俳優
- 冨士眞奈美 - 女優
- 宮西達也 - 絵本作家
- Meik - アーティスト
- 吉田守秀 - パティシエ、MORI YOSHIDA PARIS